# Marco Odermatt
Marco Odermatt (Buochs, 8 ottobre 1997) è uno sciatore alpino svizzero, campione olimpico nello slalom gigante a Pechino 2022, tre volte campione del mondo in tre diverse specialità (discesa libera e slalom gigante a Courchevel/Méribel 2023, supergigante a Saalbach-Hinterglemm 2025) e vincitore di quattro Coppe del Mondo generali, quattro di slalom gigante, tre di supergigante e due di discesa libera.

## Biografia

### Stagioni 2014-2018
Marco Odermatt ha esordito in una gara FIS il 14 novembre 2013 disputando uno slalom speciale a Zinal, senza concluderlo. Ha debuttato in Coppa Europa nello slalom gigante di Trysil del 5 dicembre 2015, classificandosi 51º, e in Coppa del Mondo il 19 marzo 2016 nello slalom gigante di Sankt Moritz, arrivando 22º.

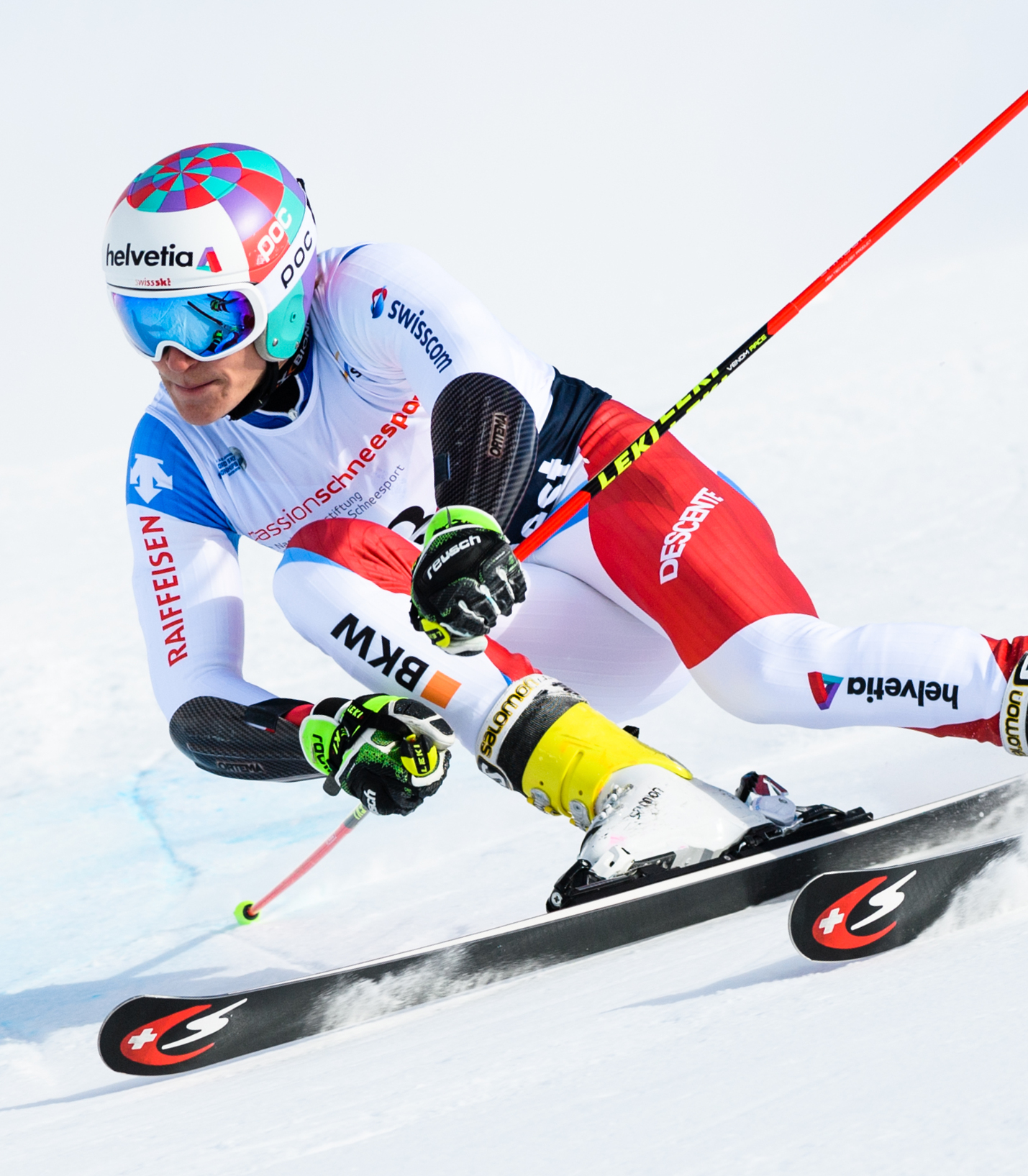
Marco Odermatt in gara ai Mondiali juniores 2018

Ai Mondiali juniores di Soči/Roza Chutor ha vinto la medaglia d'oro nello slalom gigante e quella di bronzo nel supergigante; il 14 gennaio 2018 ha ottenuto il primo podio in Coppa Europa classificandosi 3º nello slalom gigante di Kirchberg in Tirol. Ai Mondiali juniores di Davos 2018 ha conquistato 5 medaglie d'oro: nella discesa libera, nel supergigante, nello slalom gigante, nella combinata e nella gara a squadre.

### Stagioni 2019-2022
Ai Mondiali di Åre 2019, suo esordio iridato, è stato 12º nel supergigante e 10º nello slalom gigante; nello stesso anno ha ottenuto il primo podio in Coppa del Mondo, il 9 marzo in slalom gigante sulla Podkoren di Kranjska Gora (3º), e in seguito la prima vittoria, il 6 dicembre in supergigante sulla Birds of Prey di Beaver Creek. Ai Mondiali di Cortina d'Ampezzo 2021 si è piazzato 4º nella discesa libera, 11º nel supergigante, 11º nello slalom parallelo e non ha completato lo slalom gigante. Nella stessa stagione in Coppa del Mondo si è piazzato 2º sia nella classifica generale, sopravanzato da Alexis Pinturault di 167 punti, sia in quelle di supergigante (con 83 punti in meno di Vincent Kriechmayr) e di slalom gigante (superato ancora da Pinturault di 51 punti); i suoi podi stagionali sono stati 9, con 3 vittorie tra le quali il classico slalom gigante della Podkoren di Kranjska Gora.
Ai XXIV Giochi olimpici invernali di Pechino 2022, suo esordio olimpico, ha vinto la medaglia d'oro nello slalom gigante, si è piazzato 7º nella discesa libera e non ha completato il supergigante. Nella stessa stagione 2021-2022 ha vinto sia la Coppa del Mondo generale (con 467 punti di vantaggio su Aleksander Aamodt Kilde) sia quella di slalom gigante (con 267 punti in più di Henrik Kristoffersen), mentre in quella di supergigante è stato 2º (superato da Kilde di 128 punti); i suoi podi stagionali sono stati 16, con 7 vittorie tra le quali gli slalom giganti della Gran Risa in Alta Badia (20 dicembre) e della Chuenisbärgli di Adelboden (8 gennaio).

### Stagioni 2023-2025
Ai Mondiali di Courchevel/Méribel 2023 ha vinto la medaglia d'oro nella discesa libera e nello slalom gigante, si è classificato 4º nel supergigante e non ha completato la combinata. In quella stessa stagione 2022-2023 si è nuovamente aggiudicato la Coppa del Mondo generale stabilendo il nuovo record di punti in una sola stagione, 2 042, superando il precedente primato di 2 000 punti ottenuto da Hermann Maier nella stagione 1999-2000; ha sopravanzato il secondo classificato Kilde di 702 punti. Ha inoltre vinto la Coppa del Mondo di supergigante (con 228 punti di vantaggio su Kilde) e, per la seconda volta, quella di slalom gigante (con 180 punti di margine su Kristoffersen), mentre nella Coppa del Mondo di discesa libera è stato 3º. Ha inoltre eguagliato i primati stagionali del numero di podi (22) e di vittorie (13): tra queste alcune classiche come gli slalom giganti della Gran Risa in Alta Badia (19 dicembre), della Chuenisbärgli di Adelboden (7 gennaio) e della Podkoren di Kranjska Gora (11 e 12 marzo).
Nella stagione 2023-2024 si è aggiudicato per la terza volta la Coppa del Mondo generale (con 874 punti di vantaggio su Loïc Meillard), per la prima vola quella di discesa libera (con 42 punti di margine su Cyprien Sarrazin), per la seconda volta quella di supergigante (con 86 punti in più di Vincent Kriechmayr) e per la terza volta quella di slalom gigante (con 432 punti di vantaggio su Meillard e dopo aver vinto 9 delle 10 gare disputate nella specialità, tra le quali le classiche dell'Alta Badia il 17 e 18 dicembre e di Adelboden il 6 gennaio); complessivamente i suoi podi stagionali sono stati 20 con 13 vittorie (tra le quali, per due volte, la classica discesa libera della Lauberhorn di Wengen, l'11 e il 13 gennaio).
Ai Mondiali di Saalbach-Hinterglemm 2025 ha vinto la medaglia d'oro nel supergigante e si è piazzato 4º nello slalom gigante e 5º nella discesa libera; in quella stessa stagione 2024-2025 si è nuovamente aggiudicato la Coppa del Mondo generale (con 605 punti di vantaggio su Kristoffersen) e quelle di discesa libera (con 83 punti di vantaggio su Franjo von Allmen), di supergigante (con 215 punti di vantaggio su Stefan Rogentin) e di slalom gigante (con 126 punti di vantaggio su Kristoffersen). I suoi podi stagionali sono stati 17 con 8 vittorie, tra le quali alcune classiche dello sci alpino come il supergigante della Birds of Prey di Beaver Creek (7 dicembre), lo slalom gigante della Gran Risa in Alta Badia (22 dicembre), lo slalom gigante della Chuenisbärgli di Adelboden (12 gennaio), la discesa libera della Lauberhorn di Wengen (18 gennaio) e il supergigante della Streifalm di Kitzbühel (24 gennaio).

## Palmarès

### Olimpiadi
- 1 medaglia:
  - 1 oro (slalom gigante a Pechino 2022)

### Mondiali
- 3 medaglie:
  - 3 ori (discesa libera, slalom gigante a Courchevel/Méribel 2023; supergigante a Saalbach-Hinterglemm 2025)

### Mondiali juniores
- 7 medaglie:
  - 6 ori (slalom gigante a Soči/Roza Chutor 2016; discesa libera, supergigante, slalom gigante, combinata, gara a squadre a Davos 2018)
  - 1 bronzo (supergigante a Soči/Roza Chutor 2016)

### Coppa del Mondo
- Vincitore della Coppa del Mondo nel 2022, nel 2023, nel 2024 e 2025
- Vincitore della Coppa del Mondo di discesa libera nel 2024 e nel 2025
- Vincitore della Coppa del Mondo di supergigante nel 2023,  nel 2024 e nel 2025
- Vincitore della Coppa del Mondo di slalom gigante nel 2022, nel 2023,  nel 2024 e 2025
- 88 podi:
  - 45 vittorie
  - 27 secondi posti
  - 16 terzi posti

#### Coppa del Mondo - vittorie
| Data             | Località                | Paese       | Specialità |
| ---------------- | ----------------------- | ----------- | ---------- |
| 6 dicembre 2019  | Beaver Creek            | Stati Uniti | SG         |
| 7 dicembre 2020  | Santa Caterina Valfurva | Italia      | GS         |
| 7 marzo 2021     | Saalbach-Hinterglemm    | Austria     | SG         |
| 13 marzo 2021    | Kranjska Gora           | Slovenia    | GS         |
| 24 ottobre 2021  | Sölden                  | Austria     | GS         |
| 2 dicembre 2021  | Beaver Creek            | Stati Uniti | SG         |
| 11 dicembre 2021 | Val-d'Isère             | Francia     | GS         |
| 20 dicembre 2021 | Alta Badia              | Italia      | GS         |
| 8 gennaio 2022   | Adelboden               | Svizzera    | GS         |
| 13 gennaio 2022  | Wengen                  | Svizzera    | SG         |
| 19 marzo 2022    | Méribel                 | Francia     | GS         |
| 23 ottobre 2022  | Sölden                  | Austria     | GS         |
| 27 novembre 2022 | Lake Louise             | Canada      | SG         |
| 10 dicembre 2022 | Val-d'Isère             | Francia     | GS         |
| 19 dicembre 2022 | Alta Badia              | Italia      | GS         |
| 29 dicembre 2022 | Bormio                  | Italia      | SG         |
| 7 gennaio 2023   | Adelboden               | Svizzera    | GS         |
| 28 gennaio 2023  | Cortina d'Ampezzo       | Italia      | SG         |
| 29 gennaio 2023  | Cortina d'Ampezzo       | Italia      | SG         |
| 5 marzo 2023     | Aspen                   | Stati Uniti | SG         |
| 11 marzo 2023    | Kranjska Gora           | Slovenia    | GS         |
| 12 marzo 2023    | Kranjska Gora           | Slovenia    | GS         |
| 16 marzo 2023    | Soldeu                  | Andorra     | SG         |
| 18 marzo 2023    | Soldeu                  | Andorra     | GS         |
| 9 dicembre 2023  | Val-d'Isère             | Francia     | GS         |
| 17 dicembre 2023 | Alta Badia              | Italia      | GS         |
| 18 dicembre 2023 | Alta Badia              | Italia      | GS         |
| 29 dicembre 2023 | Bormio                  | Italia      | SG         |
| 6 gennaio 2024   | Adelboden               | Svizzera    | GS         |
| 11 gennaio 2024  | Wengen                  | Svizzera    | DH         |
| 13 gennaio 2024  | Wengen                  | Svizzera    | DH         |
| 23 gennaio 2024  | Schladming              | Austria     | GS         |
| 28 gennaio 2024  | Garmisch-Partenkirchen  | Germania    | SG         |
| 9 febbraio 2024  | Bansko                  | Bulgaria    | GS         |
| 24 febbraio 2024 | Palisades Tahoe         | Stati Uniti | GS         |
| 1º marzo 2024    | Aspen                   | Stati Uniti | GS         |
| 2 marzo 2024     | Aspen                   | Stati Uniti | GS         |
| 7 dicembre 2024  | Beaver Creek            | Stati Uniti | SG         |
| 14 dicembre 2024 | Val-d'Isère             | Francia     | GS         |
| 21 dicembre 2024 | Val Gardena             | Italia      | DH         |
| 22 dicembre 2024 | Alta Badia              | Italia      | GS         |
| 12 gennaio 2025  | Adelboden               | Svizzera    | GS         |
| 18 gennaio 2025  | Wengen                  | Svizzera    | DH         |
| 24 gennaio 2025  | Kitzbühel               | Austria     | SG         |
| 23 febbraio 2025 | Crans-Montana           | Svizzera    | SG         |

Legenda:

DH = discesa libera

SG = supergigante

GS = slalom gigante

### Coppa Europa
- Miglior piazzamento in classifica generale: 5º nel 2018
- 7 podi:
  - 2 vittorie
  - 4 secondi posti
  - 1 terzo posto

#### Coppa Europa - vittorie
| Data             | Località     | Paese    | Specialità |
| ---------------- | ------------ | -------- | ---------- |
| 23 gennaio 2018  | Folgaria     | Italia   | GS         |
| 12 dicembre 2018 | Sankt Moritz | Svizzera | SG         |

Legenda:

SG = supergigante

GS = slalom gigante

### Nor-Am Cup
- Miglior piazzamento in classifica generale: 31º nel 2016
- 1 podio 
  - 1 secondo posto

### Campionati svizzeri
- 6 medaglie:
  - 3 ori (discesa libera, supergigante nel 2018; slalom gigante nel 2023)
  - 2 argenti (supergigante nel 2016; slalom gigante nel 2022)
  - 1 bronzo (combinata nel 2016)

## Statistiche
In Coppa del Mondo nella stagione 2022-2023 ha stabilito vari primati relativi a una singola stagione tra cui il maggior numero di punti conquistati (2 042), il maggior numero di vittorie (13, a pari merito con Marcel Hirscher, Hermann Maier e Ingemar Stenmark) e il maggior numero di podi (22, con Maier); ha chiuso la stagione stabilendo anche i record della media dei punti per gara (81,68 per le gare partecipate e 53,73 rispetto a tutte le gare di stagione). Detiene anche il maggior numero di podi consecutivi in slalom gigante: 26 (con Stenmark, secondo in classifica, che si fermò a 22).
Grazie al successo in slalom gigante ottenuto il 22 dicembre 2024 in Alta Badia, il 41º in carriera, è diventato lo sciatore svizzero ad aver vinto più gare in Coppa del Mondo.

### Podi in Coppa del Mondo
| 1º     | 2º | 3º | 1º | 2º | 3º | 1º | 2º | 3º |    |    |
| 2016   |    |    |    |    |    |    |    |    |    | 0  |
| 2017   |    |    |    |    |    |    |    |    |    | 0  |
| 2018   |    |    |    |    |    |    |    |    |    | 0  |
| 2019   |    |    |    |    |    |    |    | 1  | 1  | 2  |
| 2020   |    |    |    | 1  |    |    |    | 1  |    | 2  |
| 2021   |    |    |    | 1  | 1  | 1  | 2  | 2  | 2  | 9  |
| 2022   |    | 4  |    | 2  | 2  |    | 5  | 2  | 1  | 16 |
| 2023   |    | 3  | 2  | 6  | 1  | 1  | 7  | 1  | 1  | 22 |
| 2024   | 2  | 2  | 2  | 2  | 1  | 2  | 9  |    |    | 20 |
| 2025   | 2  | 4  |    | 3  |    | 1  | 3  | 2  | 2  | 17 |
| Totale | 4  | 13 | 4  | 15 | 5  | 5  | 26 | 9  | 7  | 88 |
| Totale | 21 | 21 | 21 | 25 | 25 | 25 | 42 | 42 | 42 | 88 |

## Riconoscimenti
- Sportivo svizzero dell'anno: 2021[3] e 2022[4]